# Pilou Asbæk
Johan Philip Asbæk (født 2. marts 1982 i København), bedre kendt som Pilou Asbæk, er en dansk skuespiller. Han fik sit folkelige gennembrud i rollen som spindoktoren Kasper Juul i DR's politiske dramaserie Borgen.

## Opvækst
Asbæk blev født den 2. marts 1982 i København som tredje og yngste søn af Jacob og Patricia Asbæk, galleri-ejere. Han har to brødre, Thomas (f. 1973) og Martin (f. 1975). Asbæks forældre åbnede i 1975 Galerie Asbæk i Gothersgade, København, som viste sig succesfuldt, og har siden haft flere gallerier rundt om i København, inden de i 1993 samlede dem alle i Galerie Asbæk i Bredgade. Forældrene åbnede i 2001 galleri- og kulturcenteret CCA Andrach i byen Andrach i Spanien, hvor familien har også hus og Asbæk-familien har tilbragt næsten alle somre i byen siden 1989. Asbæks mor er halvt fransk, og med titlen som familiens efternøler, fik Asbæk det franske kælenavn "Pilou" (red. "lille Philip").
Asbæk er ordblind og gik på Herlufsholm Kostskole som ung.

## Karriere
Asbæk er uddannet fra Statens Teaterskole i sommeren 2008. Før han blev optaget på Statens Teaterskole medvirkede han i Nederdrægtighedens Historie på Comedievognen. Han har desuden medvirket i Folk og røvere i Kardemomme by på Bellevue Teatret og i Core på Østre Gasværk Teater i 2008.
I 2008 havde han rollen som Teis i Niels Arden Oplevs dramafilm To verdener. I 2010 spillede han Rune i fængselsfilmen R, der blandt andet er optaget i det nedlagte Horsens Statsfængsel. Asbæk modtog i 2011 Bodilprisen for bedste mandlige hovedrolle for sin præstation som Rune. Senere spillede han hovedrollen i Kapringen, og i 2013 spillede han Simon Spies i Spies & Glistrup. Af andre markante roller kan nævnes de to soldaterfigurer, sekondløjtnant Sand og Claus Michael Pedersen fra henholdsvis 9. april og Krigen.
Asbæk er også kendt fra centrale roller i et par af DR's store seriesatsninger, Borgen og 1864, og han var sammen med Lise Rønne og Nikolaj Koppel vært på Eurovision Song Contest 2014.

## Privat
Asbæk har siden oktober 2010 været forlovet med dramatiker Anna Bro. Parret mødte hinanden tilbage på Teaterskolen, og de har været sammen siden 2008, og de har sammen datteren Agnes (f. 2012)

## Politiske holdninger
I 2021 kom han med stor kritik af Regeringen Mette Frederiksens udlændinge- og flygtningepolitik, hvilket ledte til kritik fra flere politikere og journalister, men blev også hyldet af bl.a Stine Bosse.
I januar 2022 meldte han sig ind i Socialdemokratiet, efter eget udsagn "for at tale deres flygtningepolitik imod indefra". Han tilføjede, at "Jeg er så ny i Socialdemokratiet, så jeg skal lige danne mig et indtryk af partiet, før jeg udtaler mig".

## Udvalgt filmografi

### Film
| År   | Titel                 | Rolle                  |
| ---- | --------------------- | ---------------------- |
| 2008 | To verdener           | Teis                   |
| 2008 | Comeback              | Kris                   |
| 2008 | Dig og mig            | Oliver                 |
| 2009 | Monsterjægerne        | Søren                  |
| 2010 | R                     | Rune                   |
| 2010 | The Whistleblower     | Bas                    |
| 2011 | En familie            | Peter                  |
| 2011 | Bora Bora             | Jim                    |
| 2012 | Kapringen             | Mikkel Hartmann        |
| 2013 | Spies & Glistrup      | Simon Spies            |
| 2014 | Lucy                  | Richard                |
| 2014 | Fasandræberne         | Ditlev Pram            |
| 2014 | Kapgang               | Onkel Kristian         |
| 2014 | Stille hjerte         | Dennis                 |
| 2015 | 9. april              | Sekondløjtnant Sand    |
| 2015 | Krigen                | Claus Michael Pedersen |
| 2016 | Ben-Hur               | Pontius Pilatus        |
| 2016 | 1864 - brødre i krig  | Didrich                |
| 2016 | The Great Wall        | Bouchard               |
| 2017 | Ghost in the Shell    | Batou                  |
| 2018 | Overlord              | Wafner                 |
| 2023 | Når befrielsen kommer | Jacob                  |

### Tv-serier
| År      | Titel            | Rolle             | Note(r)           |
| ------- | ---------------- | ----------------- | ----------------- |
| 2008    | Deroute          | Mulvad            | 3 afsnit          |
| 2009    | Forbrydelsen II  | David Grüner      |                   |
| 2009–11 | Blekingegade     | Carsten Nielsen   |                   |
| 2010–13 | Borgen           | Kasper Juul       | 29 afsnit         |
| 2014    | 1864             | Didrich           | 8 afsnit          |
| 2016    | Game of Thrones  | Euron Greyjoy     | Sæson 6, 7, og 8. |
| 2020    | Efterforskningen | Jakob Buch-Jepsen |                   |

## Priser
- 2011: Bodilprisen for bedste mandlige hovedrolle – R
- 2011: Robert for årets mandlige hovedrolle – R
- 2011: Filmfestivalen i Berlin – udpeget som "Shooting Star" – en hæder, der tilfalder 10 unge, europæiske skuespillere, der spås en stor fremtid inden for skuespillerfaget.
- 2012: TVPrisen for bedste mandlige tv-skuespiller – Borgen[9]
- 2016: Teaterflisen[10]